# Nico Kaufmann
Nico Kaufmann, pseudonimo di Klaus Rudolf Kaufmann (Zurigo, 24 giugno 1916 – Zurigo, 23 novembre 1996), è stato un compositore e pianista svizzero.

## Biografia

### Formazione
Nico Kaufmann nacque a Zurigo da genitori medici, il padre fu però attivo anche come compositore e riconoscendo il talento del figlio lo incoraggiò adeguatamente. 
Studiò pianoforte e composizione al conservatorio di Zurigo e terminò con un diploma in pianoforte. Dopo essere stato per un breve periodo unico allievo del famoso pianista Vladimir Horowitz nel tempo trascorso in Europa ottenne anche il diploma da opera.

### Pianista e compositore
Kaufmann divenne arrangiatore e direttore musicale del Cabaret Cornichon. Le sue prestazione da pianista vennero subito apprezzate da tutti i giornali. Anche i suoi colleghi musicisti confermarono il suo talento e nel 1945 vinse il primo premio al Concorso internazionale di Ginevra.
Dopo la seconda guerra mondiale si concentrò slla composizione di musica di scena, musica per balletto e da film. Inoltre produsse numerosi brani per pianoforte e orchestra da camera così come canzoni e arie, tra queste un ciclo di canzoni per la poesie di Hermann Hesse. Un guadagno extra lo ottenne dalle esibizioni al piano bar.
Il lascito di Nico Kaufmann viene conservato in una collezione musicale nella biblioteca centrale di Zurigo. Per sua volontà il patrimonio viene finalizzato ogni anno per delle borse di studio per giovani musicisti svizzeri.

## Vita privata
Il rapporto probabilmente più importante per la sua carriera iniziò nel 1937 con il famoso pianista Horowitz che seguì anche a Parigi. Kaufmann non fu solo suo alunno, bensì anche suo amante. Dopo che il padre scoprì la loro relazione, Kaufmann dovette ritornare a Zurigo. Continuò però tra i due un'intensa corrispondenza fino al 1939 quando si interruppe a causa del dislocamento di Horowitz negli USA.
Al Cabaret Cornichon conobbe infine l'attore Karl Meier che lo rese conosciuto attraverso la rivista omosessuale Der Kreis. Ai balli dei membri dell'associazione, Kaufmann (lì conosciuto come Lysis) si occupava dell'intrattenimento musicale. Arricchì il programma del cabaret con composizioni proprie come ad esempio poesie in musica di Heinrich Federer.
Anche dopo lo scioglimento di der Kreis nel 1967 rimase membro del movimento omosessuale. Scrisse infine delle memorie inedite (Memoiren) che danno una retrospettiva anche sulle parti nascoste della sua vita.